# Campigneulles-les-Grandes
Campigneulles-les-Grandes ist eine französische Gemeinde im Département Pas-de-Calais in der Region Hauts-de-France. Sie gehört zum Kanton Berck im Arrondissement Montreuil.

## Lage
Die Gemeinde Campigneulles-les-Grandes liegt vier Kilometer südwestlich von Montreuil-sur-Mer und zehn Kilometer östlich der Ärmelkanalküste. Durch den Westen der Gemeinde führt die Autoroute A16. Nachbargemeinden von Campigneulles-les-Grandes von den Nachbargemeinden Sorrus im Norden, Campigneulles-les-Petites im Nordosten, Wailly-Beaucamp im Süden, Airon-Saint-Vaast im Westen sowie Airon-Notre-Dame im Nordwesten.

## Bevölkerungsentwicklung
| Jahr                       | 1962 | 1968 | 1975 | 1982 | 1990 | 1999 | 2006 | 2015 | 2022 |
| -------------------------- | ---- | ---- | ---- | ---- | ---- | ---- | ---- | ---- | ---- |
| Einwohner                  | 175  | 177  | 167  | 175  | 221  | 256  | 274  | 294  | 289  |
| Quellen: Cassini und INSEE |      |      |      |      |      |      |      |      |      |

## Sehenswürdigkeiten

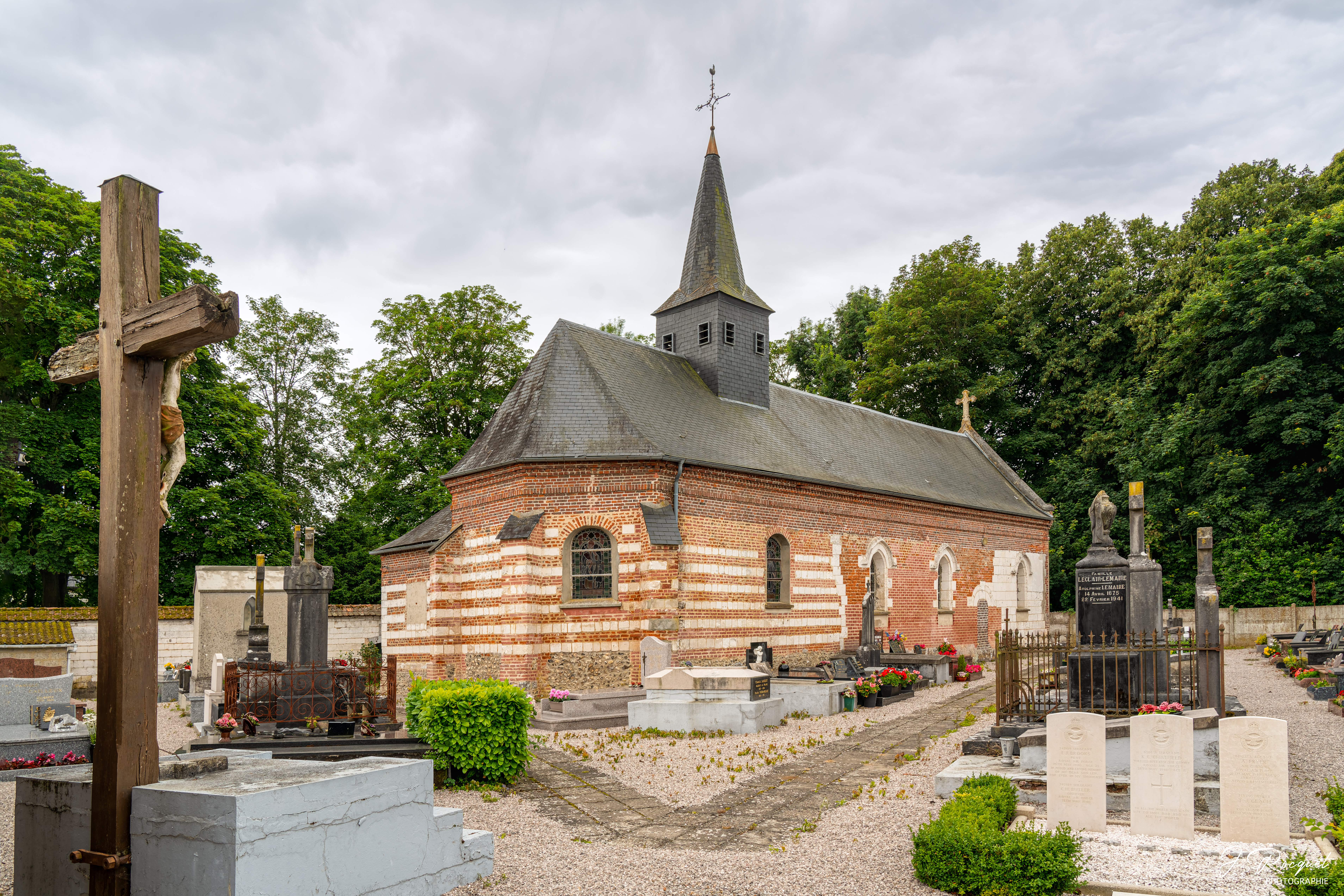
Kirche Saint-Vaast
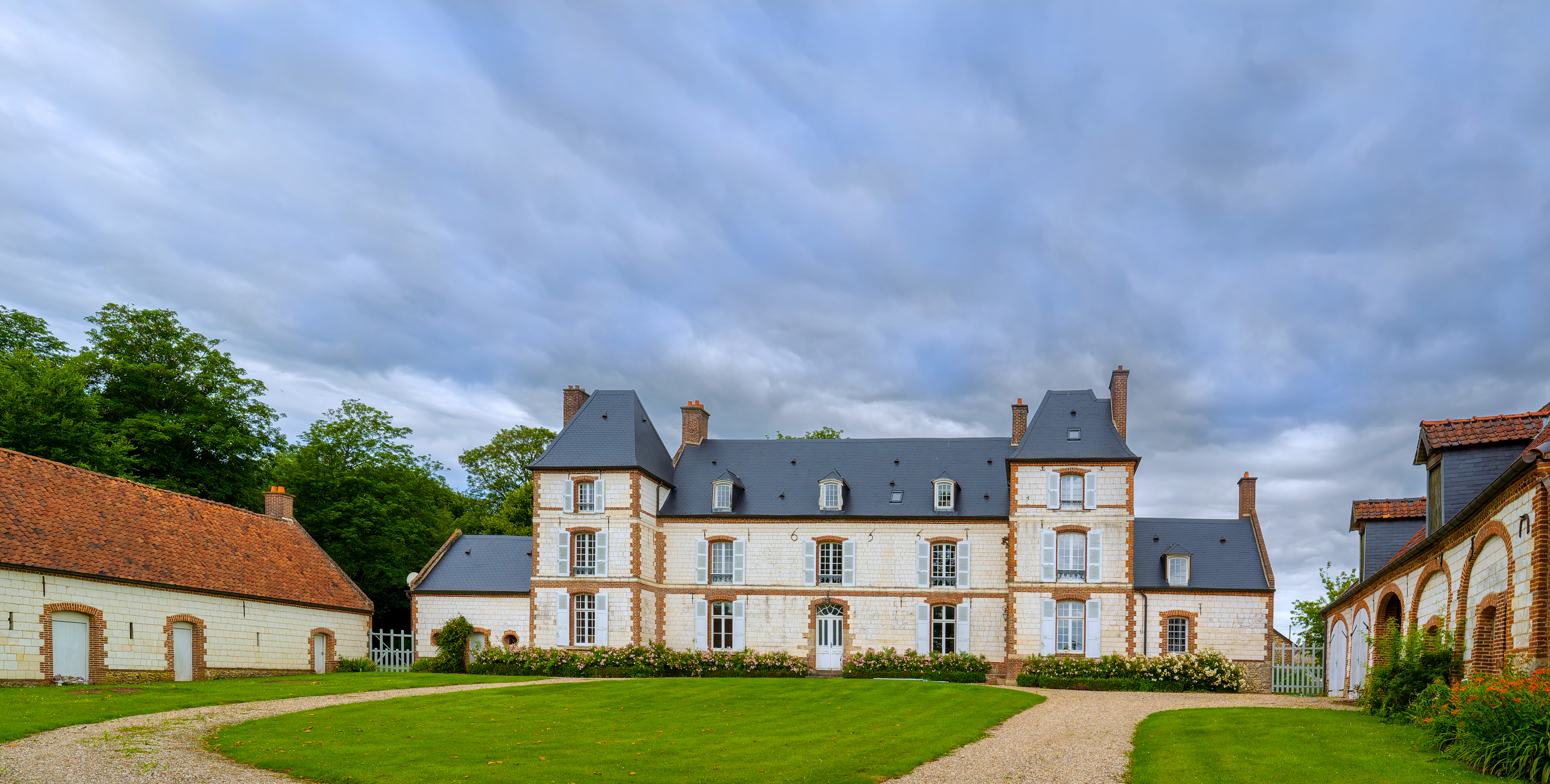
Schloss
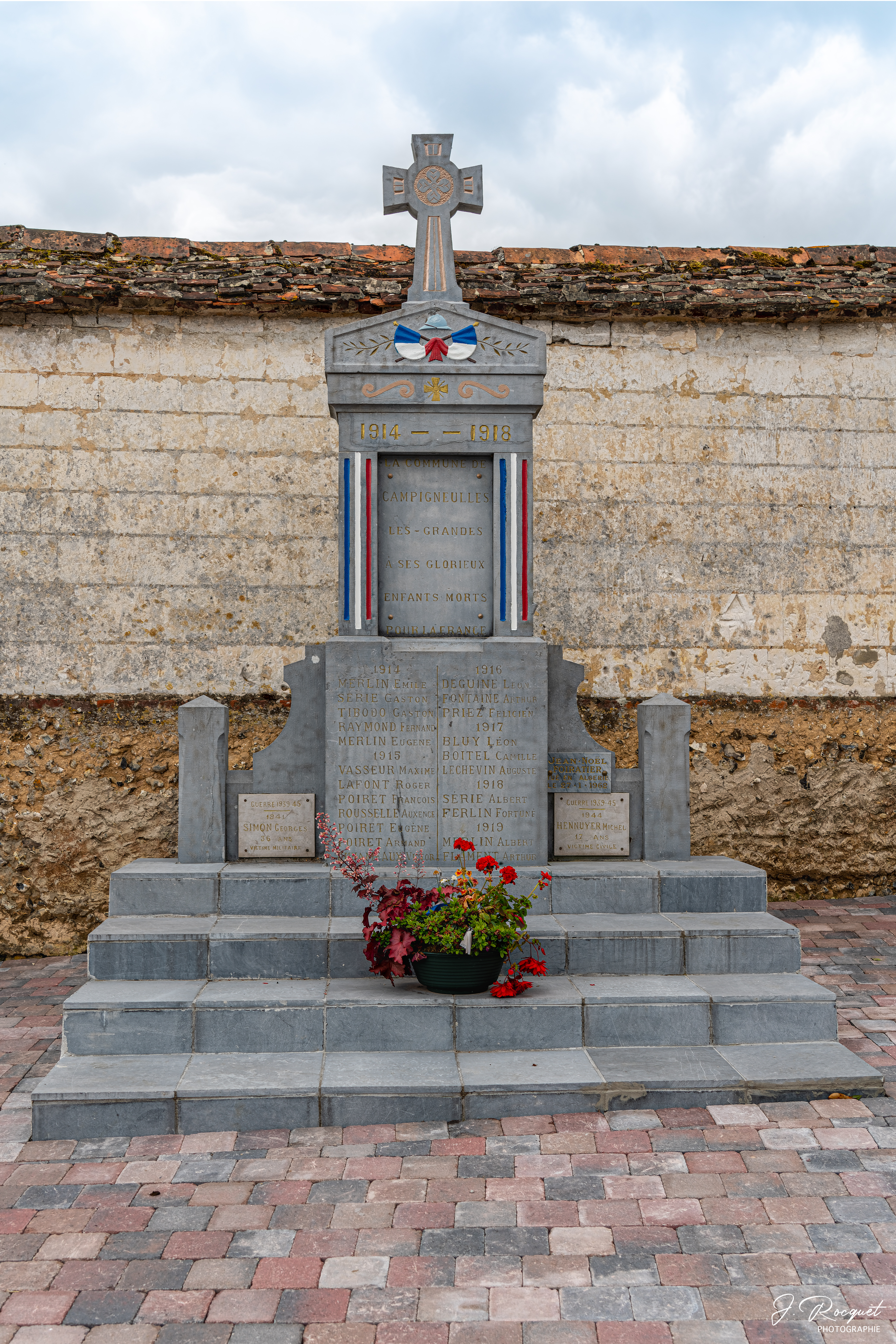
Gefallenendenkmal

- Kirche Saint-Vaast
- Schloss
- Gefallenendenkmal